# مادلين بيرو
مادلين بيرو (Madeleine Peyroux)من مواليد 17 أبريل 1978. هي مغنية وكاتبة أغاني وعازفة جاز وبلوز.

## روابط خارجية
- مادلين بيرو على موقع IMDb (الإنجليزية)
- مادلين بيرو على موقع ميوزك برينز (الإنجليزية)
- مادلين بيرو على موقع أول ميوزيك (الإنجليزية)
- مادلين بيرو على موقع ديسكوغز (الإنجليزية)
- مادلين بيرو على موقع قاعدة بيانات الفيلم (الإنجليزية)